# Nemotelus turkestanicus
Nemotelus turkestanicus är en tvåvingeart som beskrevs av Pleske 1937. Nemotelus turkestanicus ingår i släktet Nemotelus och familjen vapenflugor. Inga underarter finns listade i Catalogue of Life.